# Ancistrus cirrhosus
Der Ancistrus cirrhosus ist ein Süßwasserzierfisch aus der Gattung der Antennen-Harnischwelse.

## Merkmale
Er kann eine Länge von bis zu 12 cm erreichen. Diese Art ist ähnlich gezeichnet wie der Blaue Antennenwels. Die Grundfärbung kann zwischen dunkelbraun, dunkelblau und schwarzgrau verschiedene Schattierungen annehmen. Über den gesamten Körper sind kleine weiße oder gelbliche Punkte verteilt. Der Bauch ist grau mit einem rosa Schimmer. Die dunklen Flossen zeigen mehrere dunkle Punktreihen. In der Basis der vorderen Rückenflosse liegt ein tiefschwarzer Fleck. Männchen können geweihähnliche Antennen auf dem Kopf tragen, Weibchen höchstens stummelige Anhängsel.

## Verbreitung
Der Ancistrus cirrhosus ist über weite Teile Argentiniens und Paraguays verbreitet und kommt beispielsweise im Rio Paraná und rund um Buenos Aires häufig vor. Er bewohnt leicht saure bis neutrale und weiche Süßgewässer, sowohl Flüsse als auch ruhige Seen.

### Bilder
- animal-world.com
- animal-world.com
- animal-world.com
- www.aqua-fish.net